# Lijst van rijksmonumenten in Sint-Maartensdijk
De stad Sint-Maartensdijk telt 28 inschrijvingen in het rijksmonumentenregister. Hieronder een overzicht.
| Object | Oorspronkelijke functie?  | Bouwjaar                                                        | Architect | Locatie                   | Coördinaten?                 | Nr.?  | Afbeelding                                         |
| --- | ------------------------- | --------------------------------------------------------------- | --------- | ------------------------- | ---------------------------- | ----- | -------------------------------------------------- |
| De Hoop | Industrie- en poldermolen | 1847 (bouw) 1997 (roeden doorgeslepen) 2005 (staart verwijderd) |           | Bleekveldweg 2            | 51° 33' 13" NB, 4° 4' 57" OL | 35409 | Meer afbeeldingen                                  |
| Sint-Maartenskerk                                                                                                  | Kerk en kerkonderdeel     | 15e eeuw                                                        |           | Hazenstraat 1             | 51° 32' 57" NB, 4° 4' 39" OL | 35410 | Meer afbeeldingen                                  |
| Toren Sint-Maartenskerk                                                                                            | Kerk en kerkonderdeel     | 14e eeuw                                                        |           | Hazenstraat bij 1         | 51° 32' 57" NB, 4° 4' 38" OL | 35411 | Meer afbeeldingen                                  |
| Pand onder zadeldak met een rechthoekige uitbouw aan de achterzijde waar het huis voorzien is van een diepe tuin   | Woonhuis                  | 18e eeuw (oorsprong)                                            |           | Hazenstraat 2             | 51° 32' 57" NB, 4° 4' 36" OL | 35412 | Meer afbeeldingen                                  |
| Pand onder zadeldak waarvan een van de zijtoppen vlechtingen vertoont en de andere is vernieuwd                    | Woonhuis                  |                                                                 |           | Hazenstraat 12            | 51° 32' 55" NB, 4° 4' 36" OL | 35413 | Meer afbeeldingen                                  |
| Het Kapoenhof | Begraafplaats en -onderdl |                                                                 |           | Kapoenweg 1               | 51° 33' 4" NB, 4° 5' 34" OL  | 35414 | Meer afbeeldingen                                  |
| Hoekpand met ingezwenkte lijstgevel aan de Markt                                                                   | Woonhuis                  | 18e-19e eeuw                                                    |           | Markt 1                   | 51° 32' 55" NB, 4° 4' 42" OL | 35415 | Meer afbeeldingen                                  |
| Raadhuis | Bestuursgebouw en onderdl | 1628                                                            |           | Markt 3                   | 51° 32' 55" NB, 4° 4' 41" OL | 35416 | Meer afbeeldingen                                  |
| Pand met gecementeerde ingezwenkte tuitgevel bekroond door een lijstje                                             | Woonhuis                  | 19e eeuw                                                        |           | Markt 5                   | 51° 32' 55" NB, 4° 4' 40" OL | 35417 | Meer afbeeldingen                                  |
| Pand met gecementeerde lijstgevel                                                                                  | Werk-woonhuis             |                                                                 |           | Markt 10                  | 51° 32' 56" NB, 4° 4' 41" OL | 35418 | Meer afbeeldingen                                  |
| Dwarspand met aan de markt een gevel met middentop                                                                 | Werk-woonhuis             | 17e eeuw (oorsprong)                                            |           | Markt 22                  | 51° 32' 59" NB, 4° 4' 40" OL | 35419 | Dwarspand met aan de markt een gevel met middentop |
| Pand met geverfde lijstgevel                                                                                       | Woonhuis                  |                                                                 |           | Markt 26                  | 51° 32' 60" NB, 4° 4' 39" OL | 35420 | Meer afbeeldingen                                  |
| Pand met geverfde lijstgevel                                                                                       | Woonhuis                  |                                                                 |           | Markt 27                  | 51° 33' 0" NB, 4° 4' 40" OL  | 35422 | Meer afbeeldingen                                  |
| Pand met lijstgevel gedekt door schilddak met hoekschoorsteen                                                      | Woonhuis                  | 19e eeuw (voordeuromlijsting)                                   |           | Markt 40                  | 51° 32' 58" NB, 4° 4' 42" OL | 35424 | Meer afbeeldingen                                  |
| Pand met lijstgevel gedekt door schilddak met hoekschoorsteen                                                      | Woonhuis                  |                                                                 |           | Markt 41                  | 51° 32' 58" NB, 4° 4' 42" OL | 35425 | Meer afbeeldingen                                  |
| Pand met geverfde door lijst afgeknotte gevel                                                                      | Woonhuis                  | 19e eeuw                                                        |           | Markt 48                  | 51° 32' 57" NB, 4° 4' 43" OL | 35426 | Meer afbeeldingen                                  |
| Pand met gecementeerde ingezwenkte lijstgevel                                                                      | Woonhuis                  | 19e eeuw                                                        |           | Markt 49                  | 51° 32' 57" NB, 4° 4' 43" OL | 35427 | Meer afbeeldingen                                  |
| Pand met gecementeerde tuitgevel, afgesloten door een boogvormig topstuk                                           | Woonhuis                  | 1766 (jaartal)                                                  |           | Markt 51                  | 51° 32' 56" NB, 4° 4' 43" OL | 35428 | Meer afbeeldingen                                  |
| Huis met rechts gecementeerde lijstgevel                                                                           | Woonhuis                  |                                                                 |           | Markt 52                  | 51° 32' 56" NB, 4° 4' 43" OL | 35429 | Meer afbeeldingen                                  |
| Pand met gepleisterde lijstgevel onder schilddak                                                                   | Werk-woonhuis             |                                                                 |           | Markt 55                  | 51° 32' 55" NB, 4° 4' 43" OL | 35430 | Meer afbeeldingen                                  |
| Pand met trapgeveltje met drie overhoekse pinakels en ongewoon driedelig venster in de top, fraaie ontlastingsboog | Woonhuis                  |                                                                 |           | Markt 57                  | 51° 32' 55" NB, 4° 4' 43" OL | 35432 | Meer afbeeldingen                                  |
| Pand met trapgevel                                                                                                 | Woonhuis                  | eerste helft 18e eeuw 1592 (jaartalankers)                      |           | Markt 58                  | 51° 32' 55" NB, 4° 4' 43" OL | 35433 | Meer afbeeldingen                                  |
| Marktpomp | Straatmeubilair           |                                                                 |           | Marktpomp a/d/ markt      | 51° 32' 58" NB, 4° 4' 42" OL | 35434 | Meer afbeeldingen                                  |
| Reijgersburgh | Boerderij                 | mogelijk 17e eeuw (oorsprong)                                   |           | Provincialeweg 5          | 51° 33' 51" NB, 4° 4' 23" OL | 35435 | Meer afbeeldingen                                  |
| De Nijverheid | Industrie- en poldermolen | 1868                                                            |           | Oudelandseweg 4           | 51° 33' 23" NB, 4° 4' 40" OL | 35436 | Meer afbeeldingen                                  |
| Grote Muiterij | Boerderij                 | 1760 (jaartalankers)                                            |           | Oude Sint Annalandseweg 1 | 51° 34' 49" NB, 4° 5' 57" OL | 35437 | Grote Muiterij                                     |
| Toegangshek begraafplaats                                                                                          | Grensafbakening           | eerste helft 18e eeuw                                           |           | Kastelijnsweg bij 2A      | 51° 33' 5" NB, 4° 4' 38" OL  | 35438 | Toegangshek begraafplaats                          |
| Omgracht terrein                                                                                                   | Kasteel, buitenplaats     |                                                                 |           | Onder de Linden           | 51° 33' 7" NB, 4° 4' 38" OL  | 35439 | Omgracht terrein                                   |